# المهرجان الوطني لفنون أحواش
تُنظم وزارة الثقافة المغربية مهرجان أحواش بمدينة ورززات منذ خريف 2003.
في إطار لامركزية الحركـة الفنية وإبراز خصوصيات كل منطقة من مناطق المغرب وتقوية النسيج الثقافي محليًا باعتماد أسلوب الشراكة والتعاون. بالإضافة إلى الحفاظ على الموروث الثقافي في هذا الفن الأصيل وتشجيع المهتين به قصد المواصلة وضمان الاستمرارية.
يطلق لفظ «أحواش» والذي يعني الفناء، على الرقص الجماعي بجميع أشكاله بجنوب المغرب خاصة في مناطق الأطلس الكبير والأطلس الصغير حيث تتوطن القبائل الأمازيغية المتحدثة بلهجة تاشلحيت.
رقصة أحواش رقصة جماعية مختلطة بين الذكور والإناث، ويشترط في الفتيات اللواتي يرقصن أحواش أن يكن عازبات حيث تستبعد النساء المتزوجات بينما لا يسري نفس الشرط على الرجال.
تتميز رقصات أحواش بتماثل حركات الراقصين والراقصات، وهي حركات يختلف شكلها وسرعة إيقاعها باختلاف المناسبة والمنطقة، وفي حالات نادرة، ينبغي على رجل أو امرأة أو كلاهما معاً للانفراد بالرقص خارج حلقة المجموعة.
تقام رقصة «أحواش» بمختلف المناسبات التي يحييها أبناء القرى والقبائل كالأعياد الدينية والوطنية.
يرتدي المشاركون في أحواش زي الحفلات والأعياد المميز للقبيلة، فالرجال يلبسون الجلباب الوطني والقميص (تشامير او الجلابة) والبرنس والعمامة البيضاء ويتقلدون الخنجر الفضي، و«أقراب» (المحفظة الجلدية المزركشة بالحرير) بينما تتزين النساء بالحلي التقليدية التي تتكون عادة من القطع الفنية المسبوكة.